# Max Bühl
Hermann Max Bühl (* 5. Juni 1866 in Großbreitenbach; † 18. September 1918 ebenda) war ein deutscher Fabrikbesitzer und Politiker.

## Leben
Bühl war der Sohn des Fabrikanten Carl Bühl und dessen Ehefrau Nathalie Elisabeth geborene Kühn. Er war evangelisch-lutherischer Konfession und heiratete am 5. Oktober 1891 in Gillersdorf Elisabeth Martha Kraman (* 22. Juni 1870 in Großenbreitbach; † 10. August 1952 in Berlin-Steglitz), die Tochter des Ziegeleibesitzers Albert Friedrich Kraman in Gillersdorf.
Bühl besuchte von 1875 bis 1884 das Gymnasium in Arnstadt. Er lebte als Kaufmann und Fabrikbesitzer in Großbreitenbach. Die Firma Bühl & Söhne war eine Porzellanfabrik mit hohem Exportanteil und beschäftigte 1903 etwa 170 Mitarbeiter. Er wurde am 7. August 1908 zum Kommerzienrat ernannt.
Vom 24. Mai 1909 bis zum 31. Dezember 1912 war er Abgeordneter im Landtag des Fürstentums Schwarzburg-Sondershausen.